# Martina Voss-Tecklenburg
Martina Voss-Tecklenburg (* 22. Dezember 1967 in Duisburg als Martina Voss; häufig auch kurz MVT genannt) ist eine ehemalige deutsche Fußballspielerin und -trainerin. In ihrer aktiven Laufbahn wurde sie mehrfache deutsche Meisterin und Pokalsiegerin sowie Europameisterin. Nach ihrer Karriere als Spielerin war sie zunächst Verbandsfunktionärin, bevor sie 2008 erstmals ein Traineramt übernahm. Von 2012 bis 2018 leitete sie die Schweizer Frauennationalmannschaft, direkt anschließend war sie bis November 2023 die Bundestrainerin der deutschen Nationalmannschaft der Frauen.

## Leben
Nach Beendigung ihrer Schulzeit und während ihrer aktiven Spielerinnenzeit arbeitete sie als Bürokauffrau in Vollzeit. Deutsche Fußball-Bundesliga- und Nationalspielerinnen waren zu diesem Zeitpunkt keine Profis und erhielten keine bis geringe Prämien, so arbeiteten Spielerinnen regelmäßig parallel zum Fußballspiel in regulären Arbeitsverhältnissen. Sie studierte Sozialarbeit und schloss das Studium als Diplom-Sozialarbeiterin ab.
1993, im Alter von 25 Jahren, bekam sie ihre Tochter Dina. Vom Vater des Kindes lebte sie bereits vor der Geburt der gemeinsamen Tochter getrennt. Bereits sechs Wochen nach der Entbindung nahm sie die Tätigkeit als Fußballspielerin wieder auf. Bis 2000 war sie mit ihrer damaligen Mannschaftskollegin Inka Grings liiert. Am 1. Oktober 2009 heiratete sie den Bauunternehmer Hermann Tecklenburg, damals Vorstandsmitglied von Fortuna Düsseldorf. Das Paar lebt in Straelen. Anfang 2024 wurde die Baufirma ihres Mannes, an der auch sie selbst beteiligt war, insolvent.
Von 2007 bis zu deren Einstellung 2012 war sie Chefredakteurin der Frauenfußball-Illustrierten FF-Magazin. Seit Februar 2018 ist Voss-Tecklenburg Mitglied des Aufsichtsrats von Fortuna Düsseldorf. Seit 2021 gehört sie zur festen Fernsehexperten-Riege bei den Champions-League-Übertragungen des ZDF. 2025 nahm Voss-Tecklenburg bei Die Verräter – Vertraue Niemandem! teil.

## Karriere

### Vereine
Der erste Fußballverein, in dem Martina Voss spielte, war der DJK Lösort Meiderich 1921 e. V. Sie war dort bis zur D-Jugend und wechselte im Anschluss zum KBC Duisburg, da man zum damaligen Zeitpunkt als Mädchen ab der C-Jugend nicht mit Jungen in einer Mannschaft spielen durfte. Als 15-Jährige gewann sie 1983 mit dem KBC Duisburg den DFB-Pokal der Frauen und 1985 ihre erste deutsche Meisterschaft. Neben dem KBC Duisburg spielte sie für den TSV Siegen und den FCR Duisburg (früher FC Rumeln-Kaldenhausen). Insgesamt gewann sie sechsmal die deutsche Meisterschaft, zuletzt im Jahr 2000 mit dem FCR Duisburg, und viermal den DFB-Pokal. 1996 wurde sie zur ersten Fußballerin des Jahres in Deutschland gewählt und 2000 als erste Spielerin zum zweiten Mal. Im Jahr 2003 beendete sie mit dem DFB-Pokalfinale gegen den 1. FFC Frankfurt ihre Karriere. In diesem Spiel siegte der FFC ausgerechnet durch das einzige Eigentor in ihrer Laufbahn mit 1:0.

### Nationalmannschaft
Als Mittelfeldspielerin bestritt sie insgesamt 125 Länderspiele für die deutsche Fußballnationalmannschaft. Ihre größten Erfolge mit dem Nationalteam waren die Vizeweltmeisterschaft 1995 und die vier Europameistertitel 1989, 1991, 1995 und 1997. Hierfür wurde sie 1997 mit dem Silbernen Lorbeerblatt ausgezeichnet.
Ihre Karriere in der Nationalmannschaft nahm wegen eines Streits mit ihrer damaligen Mannschaftskameradin und Lebensgefährtin Inka Grings vor den Olympischen Spielen 2000 in Sydney ein abruptes Ende. Als eine von bisher erst zwei Spielerinnen bekam sie vom DFB ein Abschiedsspiel zu ihrem Karriereende geschenkt. Mit 15 Jahren und 164 Tagen war sie bis zum 17. Februar 2000 die am längsten aktive Spielerin in der Nationalmannschaft; dieser Rekord wurde dann von Birgit Prinz übertroffen.

### Trainerin

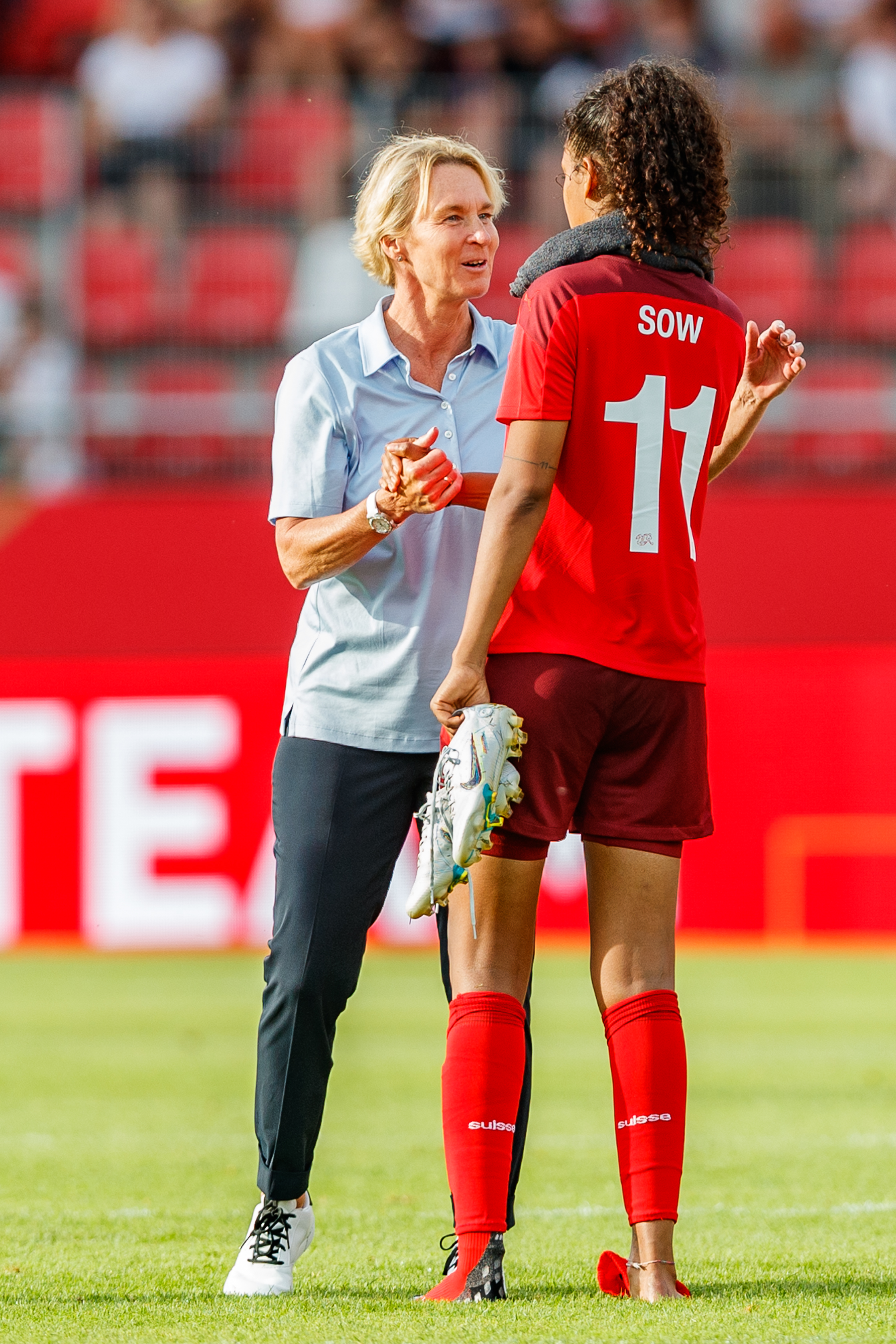
Länderspiel Deutschland – Schweiz (2022)

Nach dem Ende ihrer aktiven Laufbahn als Spielerin 2003 arbeitete Voss als Teammanagerin beim Oberligisten SV Straelen. Hauptberuflich betreute sie als Verbandssportlehrerin die weiblichen Auswahlteams am Niederrhein. Am 12. Februar 2008 übernahm sie das Traineramt beim Erstligisten FCR 2001 Duisburg, wo sie am 17. Februar 2011 beurlaubt wurde. Am 11. Juni 2011 unterschrieb sie einen Einjahresvertrag beim FF USV Jena, kündigte diesen aber am 29. Januar 2012.
Zum 5. Februar 2012 wurde Voss-Tecklenburg Trainerin der Schweizer Frauennationalmannschaft und übernahm am 1. August 2012 als Nachfolgerin von Béatrice von Siebenthal die Credit Suisse Academy. Im Juni 2015 führte sie die Schweiz erstmals in deren Geschichte zur Frauenfußball-Weltmeisterschaft.
Am 26. April 2018 gab der Deutsche Fußball-Bund bekannt, dass Voss-Tecklenburg Nachfolgerin von Horst Hrubesch als Bundestrainerin der deutschen Frauennationalmannschaft werde. Nach Abschluss der Qualifikation zur Weltmeisterschaft 2019, in der sie mit der Schweiz im Play-off-Finale an Europameister Niederlande scheiterte, wurde sie am 30. November 2018 vom DFB offiziell als neue Bundestrainerin vorgestellt. Das erste Länderspiel unter ihrer Führung am 28. Februar 2019 in Laval gegen Frankreich wurde durch ein Tor von Lea Schüller mit 1:0 gewonnen. Bei der WM schied die Mannschaft im Viertelfinale durch eine 1:2-Niederlage gegen Schweden aus. Zuvor hatten sie die drei Gruppenspiele und das Achtelfinale ohne Gegentor gewonnen. In der anschließenden Qualifikation für die EM 2021, die wegen der COVID-19-Pandemie um ein Jahr verschoben wurde, konnten alle Spiele bei nur einem Gegentor, im letzten Spiel per Strafstoß, gewonnen werden. Am 29. Januar 2021 wurde ihr Vertrag bis August 2023 verlängert, d. h. bis nach der WM 2023. Im April 2023 verlängerte der DFB ihren Vertrag und den ihrer Assistentin Britta Carlson bis zur EM 2025.
Nach der enttäuschend verlaufenen WM 2023, bei der das Team nach der Vorrunde ausschied, wurde vom DFB am 8. September 2023 mitgeteilt, dass Voss-Tecklenburg erkrankt sei. Sie fehlte nachfolgend bei zwei Nations-League-Spielen. Als Interimstrainer der Frauennationalmannschaft übernahm anschließend erneut Horst Hrubesch. Nachdem bekannt geworden war, dass sie zwei Vorträge bei Berufsverbänden gehalten hatte, wurde am 22. Oktober 2023 mitgeteilt, dass Voss-Tecklenburg sich seit zwei Wochen im Erholungsurlaub befinde. Am 4. November 2023 wurde die Vertragsauflösung vom DFB verkündet.

## Erfolge
als Spielerin
- 6 × Deutsche Meisterin: 1985, 1990, 1991, 1992, 1994, 2000
- 4 × Deutsche Pokalsiegerin: 1983, 1989, 1993, 1998
- 4 × Europameisterin: 1989, 1991, 1995 und 1997
- Vizeweltmeisterin 1995

als Trainerin
- DFB-Pokalsiegerin 2009 und 2010
- UEFA-Women’s-Cup-Siegerin 2009
- Qualifikation zur Fußball-Weltmeisterschaft der Frauen 2015 mit der Schweiz
- Qualifikation zur Fußball-Europameisterschaft der Frauen 2017 mit der Schweiz
- Vizeeuropameisterin 2022 mit Deutschland
- Qualifikation zur Fußball-Weltmeisterschaft der Frauen 2023 mit Deutschland

## Auszeichnungen
- 2019: Aufnahme in die Hall of Fame des deutschen Frauenfußballs